# 奧梅利琴基 (丘胡伊夫區)
49°38′47″N 36°24′55″E / 49.64639°N 36.41528°E
奧梅利琴基（烏克蘭語：Омельченки）是位於烏克蘭東部的村莊，由哈爾科夫州丘胡伊夫区的茲米伊夫市鎮負責管轄。該村始建於1689年，面積0.41平方公里，海拔高度97米，2001年人口199，人口密度每平方公里485.4人。